# Nilotanypus kansensis
Nilotanypus kansensis är en tvåvingeart som beskrevs av Roback 1986. Nilotanypus kansensis ingår i släktet Nilotanypus och familjen fjädermyggor.
Artens utbredningsområde är Kansas. Inga underarter finns listade i Catalogue of Life.